# Vivek Shraya
Vivek Shraya est une écrivaine, musicienne et productrice de télévision canadienne, née en 1981 à Edmonton.

## Biographie
Vivek Shraya est d'origine sud-asiatique. Sa mère emménage d'Inde, célibataire, dans les années 1970. Née en 1981 à Edmonton, Shraya vit à Calgary.
En 2002, elle publie un album musical en ligne composé de chansons qu'elle a écrites. Elle joue aussi avec son frère dans un groupe, Too Attached, et devient autrice de chansons et amie du duo Tegan and Sara,.
En 2016, elle publie le livre pour enfants The Boy & the Bindi et commence une transition de genre. Elle sort aussi un single, Girl It's Your Time. L'année suivante, elle sort l'album Part-Time Woman, dans lequel est incluse une chanson intitulée I'm Afraid of Men.
Elle publie ensuite un recueil de poèmes aux éditions VS Books, ainsi que plusieurs livres dont I Want to Kill Myself et I'm Afraid of Men, son premier livre de non-fiction, en août 2018. La même année, elle expose une collection de photos, Trisha, qui met côte à côte des photos d'elle-même et de sa mère dans les années 1970.
En 2019, elle publie une bande dessinée, Death Threat, illustrée par Ness Lee. La bande dessinée inclut les messages transphobes reçus par Shraya après son coming out et sa réponse à ces messages. Le livre est finaliste du 32e prix Lambda Literary.
En 2020, elle travaille en parallèle comme assistante professeure d'anglais à l'université de Calgary.
En 2020, elle publie le roman The Subtweet, qui raconte l'explosion d'une amitié après un tweet malheureux.
En 2023, Vivek Shraya produit la série télévisée How to fail as a popstar sur la plateforme de streaming Gem de CBC Television. Dans cette série, le jeune Vivek veut devenir « Madonna à peau brune » dans les années 1990, et son histoire est racontée par la Vivek d'aujourd'hui, qui a découvert sa transidentité et enseigne l'écriture créative. La série, inspirée par son one-man-show, fait huit épisodes.